# École secondaire l'Essor
Pour les articles homonymes, voir L'Essor.
L'École secondaire l'Essor est un établissement secondaire francophone et catholique situé à Tecumseh (Ontario). Elle accueille les élèves franco-ontariens du comté d'Essex. Le nom d'Essor est un mot-valise faisant référence à Essex et Windsor.